# Wohnhaus Am Markt 2
Das Wohnhaus Am Markt 2 (Oellrich-Haus) in der niedersächsischen Samtgemeinde Land Hadeln, Gemeinde Osten im Landkreis Cuxhaven, stammt vom Anfang des 19. Jahrhunderts. Aktuell (2024) wird es als Café und Wohnhaus genutzt.
Das Gebäude steht unter Denkmalschutz (siehe auch Liste der Baudenkmale in  Osten (Oste)).

## Geschichte und Beschreibung
Zur denkmalgeschützten Gebäudegruppe zwischen Am Markt, Fährstraße, Kirchstraße und Deichstraße gehören ein Gasthaus (Am Markt Nr. 1), drei Wohnhäuser (Am Markt Nr. 2, Deichstraße 14 und 16), der Speicher (Fährstraße 8b) und der Treppenaufgang. In diesem Gebiet stehen denkmalgeschützt auch die Kirche von 1747 und weitere Gebäude an der Deichstraße (6 bis 10) und Am Markt (3 und 5). Das Gebiet hat sich erst ab dem 14. Jh. entwickelt, als 1396 eine Vorgängerkirche entstand, nachdem eine Kirche auf dem Dubben durch eine Sturmflut zerstört wurde.
Das zweigeschossige traufständige klassizistische Eckgebäude in Fachwerk mit weiß gestrichenen Steinausfachungen mit Mansardgiebeldach und klassizistischem Portal wurde um 1800 gebaut. Am nordöstlichen Giebel wurde es um 1900 durch einen zweigeschossigen Anbau erweitert. Markant ist an der Ecke das Türmchen mit Walmdach und weitem Dachüberstand, teils in Fachwerk und teils massiv. An der hofseitigen Westtraufe folgte ein neuerer eingeschossiger Anbau.
Nach Umbauten wurde das Haus auch von dem Uhrmacher Oellrich (ab vor dem Zweiten Weltkrieg) und seit 1912 als Café (bis um 1930er Jahre: Ostener-Kaffee; 2013: Café Central) genutzt.
Das Landesdenkmalamt befand u. a.: „… Teil der Gebäudegruppe am Marktplatz …“